# Illecillewaet Glacier
Illecillewaet Glacier är en glaciär i Kanada.   Den ligger i provinsen British Columbia, i den centrala delen av landet, 3 100 km väster om huvudstaden Ottawa. Illecillewaet Glacier ligger 2 356 meter över havet. Arean är 8,8 kvadratkilometer.
Terrängen runt Illecillewaet Glacier är bergig.Trakten runt Illecillewaet Glacier är nära nog obefolkad, med mindre än två invånare per kvadratkilometer.. 
Trakten runt Illecillewaet Glacier består i huvudsak av gräsmarker.